# Chemiker-Kalender
Der Chemiker-Kalender ist ein kleines Handbuch mit physikalischen und chemischen Daten. Das 1880 erstmals von Rudolf Biedermann herausgegebene Buch ist nach dem Landolt-Börnstein und dem Taschenbuch für Chemiker und Physiker das kleinste der drei verbreiteten deutschsprachigen chemischen Tabellenwerke. Es wendet sich hauptsächlich an den praktisch arbeitenden Wissenschaftler. Trotz seines Namens hat der Chemiker-Kalender keinerlei kalendarische Funktion.
Der Chemiker-Kalender wird relativ selten aktualisiert, sodass er nicht immer dem aktuellen Stand der Forschung entspricht. Daher findet sich zum Beispiel in der letzten Auflage von 1984 noch eine kleine Tabelle mit Zehnerlogarithmen.

## Inhalt
Ein einführender Teil informiert über Maßeinheiten und ihre Umrechnungen, biochemische Nomenklaturfragen und Abkürzungen, Formeln einfacher geometrischer Strukturen und die relativen Atommassen der Elemente. Anschließend folgt mit fast 400 Seiten der Hauptteil des Buches, der die physikalischen Eigenschaften von Elementen, anorganischen und organischen Verbindungen aufführt. Es folgen noch Dichtetabellen von im Labor üblichen Gasen und Flüssigkeiten (Wasser, Quecksilber, Säuren, Laugen, Salzlösungen, organische Lösemittel), Tabellen mit Löslichkeiten, Dampfdrucken und thermodynamischen Daten wie Molwärmen, Normalentropien, Bildungsenthalpien usw. Der Anhang informiert schließlich über analytische Faktoren, maßanalytische Äquivalente und einiges mehr. Abgeschlossen wird das Buch von einem Sachverzeichnis und einem ausklappbaren Periodensystem.

## Bibliografische Daten der aktuellen Auflage
- Claudia Synowietz, Klaus Schäfer (Hrsg.): Chemiker-Kalender. 3., völlig neubearbeitete Auflage, Springer,  Berlin/Heidelberg/New York/Tokyo 1984, ISBN 978-3-540-12652-2 (2. Nachdruck 1992).